# Катасонов, Валентин Юрьевич
Валенти́н Ю́рьевич Катасо́нов (род. 5 апреля 1950, СССР) — российский ученый-экономист, публицист и конспиролог, доктор экономических наук, профессор. С января 2012 года — председатель Русского экономического общества им. С.Ф. Шарапова и главный редактор периодического издания общества — журнала «Наше дело». 

## Биография
В 1972 году окончил факультет международных экономических отношений МГИМО по специальности «экономист по внешней торговле».
В 1976 году защитил кандидатскую диссертацию «Государственно-монополистическое регулирование охраны окружающей среды в США». В 1991 году защитил докторскую диссертацию «Особенности интернационализации хозяйственной жизни в условиях обострения глобальной экологической ситуации (политико-экономический аспект)»: научный консультант И. А. Сергеева, официальные оппоненты В. В. Голосов, Б. Н. Порфирьев и В. Н. Шитов.
В 1976—1977 и 2001—2018 годах преподавал в МГИМО: в 2001—2011 годах — заведующий кафедрой международных валютно-кредитных отношений, в 2011—2018 годах — профессор кафедры международных финансов.
1991—1993 гг.: консультант ООН (департамент международных экономических и социальных проблем — DIESА).
1993—1996 гг.: член Консультативного совета при президенте Европейского банка реконструкции и развития.
В 1995—2000 годах — заместитель директора Российской программы организации инвестиций в оздоровление окружающей среды (РПОИ; проект Всемирного банка).
В 2000—2010 гг. — экономический советник Центрального банка Российской Федерации.

## Общественная деятельность
Член-корреспондент общественной организации «Межрегиональная общественная организация „Академия экономических наук и предпринимательства“».
Шеф-редактор бизнес-приложения «Наше дело» к журналу «Переправа». 
Автор статей на сайте «Русская народная линия».
В 2014 году совместно со спутниковым и интернет-телеканалом КПРФ «Красная Линия» снял публицистический фильм «Мировая кабала» (4 части по 25 минут).
Постоянный автор канадского информационного ресурса Global Research, принадлежащий некоммерческой организации «Центр исследований глобализации», который известен своими публикациями на основе теории заговоров, псевдонауки и пропаганды.
Активный защитник одной из конспирологических COVID-19 теорий о «чипировании» людей Биллом Гейтсом.

## Оценки
Доктор экономических наук, кандидат юридических наук, старший научный сотрудник Института Африки РАН, преподаватель кафедры ЮНЕСКО Ренат Беккин критически оценил публицистическую книгу «О проценте: ссудном, подсудном, безрассудном», отмечая увлечение Катасонова конспирологией, умалчивание известных специалистам исторических фактов и подбор аргументов под заданную схему, опору на ненаучные источники, утопичные экономические «рецепты» решения поставленной в книге задачи, алогичность текста.
Кандидат философских наук и доцент кафедры социальной философии и философии истории философского факультета МГУ Олег Ефремов относит Катасонова «к числу наиболее ярких „мифотворцев“» по вопросу «мифа о „цифровом рабстве“, якобы порождаемом цифровой экономикой».
Доктор философии и доцент кафедры российской политики и истории на факультете кросс-культурных исследований Копенгагенского университета Михаил Суслов отмечает, что Катасонов в своей статье на сайте «Русской народной линии» рассматривает COVID-19 с конспирологической точки зрения, утверждая, будто пандемия была инициирована и организована глобальным антихристианским заговором, действующим через международные организации, такие как ВОЗ и МВФ.

## Санкции
15 января 2023 года, из-за вторжения России на Украину, внесён в санкционный список Украины, предполагается блокировка активов на территории страны, приостановка выполнения экономических и финансовых обязательств, прекращение культурных обменов и сотрудничества, лишение украинских госнаград.

## Награды
- В 2009 году за «многолетнюю плодотворную научно-педагогическую деятельность» награждён почётной грамотой МИД РФ[20].
- В 2009 году Катасонов и сотрудники возглавляемой им кафедры получили благодарность от банка ВТБ за серию консультаций[21].
- В 2014 и 2015 годах получал диплом российского конкурса деловой журналистики «PRESSЗВАНИЕ»[22][23].
- Национальная премия «Имперская культура» имени Эдуарда Володина (2022) за книгу «Золотой лохотрон. Мировая экономика как финансовая пирамида»[24].